# Pusztamiske
Pusztamiske là một thị trấn thuộc hạt Veszprém, Hungary. Thị trấn này có diện tích 17,82 km², dân số năm 2010 là 410 người, mật độ 23 người/km².